# Türkiye 3. Futbol Ligi 1978/79
Die Türkiye 3. Futbol Ligi 1978/79 war die zwölfte Spielzeit der dritthöchsten türkischen Spielklasse im professionellen Männer-Fußball. Sie wurde am 16. September 1978 mit dem 1. Spieltag begonnen und am 20. Mai 1979 mit dem 22. Spieltag abgeschlossen.
Die Liga wurde wie in der Vorsaison als zweigleisige Liga ausgespielt. Für die zwei Aufsteiger der Vorsaison kamen die vier Zweitligaabsteiger hinzu. Für sechs Absteiger in die regionale Amateurliga kamen währenddessen durch das Fehlen von Aufsteigern aus dieser Liga keine Mannschaften hinzu. So nahm die Gesamtmannschaftszahl im Vergleich zur Vorsaison um zwei Teams ab. Die beiden Gruppen wurden wieder als Gruppe Rot und Gruppe Weiß bezeichnet und mit elf bzw. zwölf Teams konzipiert. Im Gegensatz zur Vorsaison stiegen nicht nur die Tabellenersten direkt in die 2. Lig auf, sondern auch beide Zweitplatzierten. Die drei Letztplatzierten der Gruppen Rot und die zwei Letztplatzierten der Gruppe Weiß stiegen währenddessen in die regionale Amateurliga ab.
Zu Saisonbeginn waren zu den von der vorherigen Saison verbleibenden 22 Mannschaften die vier Absteiger aus der 2. Lig Giresunspor, Manisaspor, İskenderunspor und Altınordu Izmir hinzugekommen. Neulinge, die entweder aus den damals viertklassigen regionalen Amateurligen als Meister aufgenommen wurden oder die die Auflagen des türkischen Fußballverbandes erfüllt und so an der dritthöchsten Spielklasse teilnehmen durften, gab es nicht.
Lüleburgazspor (Gruppe Rot) und Erzurumspor (Gruppe Weiß) erreichten in ihren Gruppen die Meisterschaft der 3. Lig und damit den direkten Aufstieg in die 2. Lig. Die beiden Zweitplatzierten Altınordu Izmir (Gruppe Rot) und Giresunspor (Gruppe Weiß) erreichten ebenfalls den direkten Aufstieg und damit den direkten Wiederaufstieg in die 2. Lig. Während Lüleburgazspor nach fünfjähriger Abstinenz wieder die Teilnahme an der die 2. Lig erreichte, schaffte Erzurumspor durch den Aufstieg nach sechsjähriger Abstinenz die erneute Teilnahme an der 2. Lig. 
Zum Saisonende stiegen aus der Roten Gruppe İstanbulspor, Galata SK, Uşakspor und aus der Weißen Gruppe Petrol Ofisi SK, Konya Ereğlispor und Iskenderunspor in die 3. Lig ab.

## Gruppe Rot (Kırmızı Grup)

### Abschlusstabelle
| Pl. | Verein              | Sp. | S  | U  | N  | Tore    | Diff. | Punkte |
| --- | ------------------- | --- | -- | -- | -- | ------- | ----- | ------ |
| 1.  | Lüleburgazspor      | 22  | 11 | 8  | 3  | 033:180 | +15   | 30:14  |
| 2.  | Altınordu Izmir (A) | 22  | 10 | 8  | 4  | 021:100 | +11   | 28:16  |
| 3.  | İzmirspor           | 22  | 8  | 9  | 5  | 032:220 | +10   | 25:19  |
| 4.  | Karagümrük SK       | 22  | 9  | 5  | 8  | 027:210 | +6    | 23:21  |
| 5.  | Yeşilova SK (N)     | 22  | 9  | 8  | 5  | 023:180 | +5    | 26:18  |
| 6.  | Manisaspor (A)      | 22  | 9  | 8  | 5  | 023:210 | +2    | 26:18  |
| 7.  | Kırklarelispor      | 22  | 8  | 5  | 9  | 022:350 | −13   | 21:23  |
| 8.  | Ödemişspor          | 22  | 9  | 2  | 11 | 020:210 | −1    | 20:24  |
| 9.  | Karşıyaka SK        | 22  | 7  | 5  | 10 | 026:260 | ±0    | 19:25  |
| 10. | İstanbulspor        | 22  | 7  | 5  | 10 | 022:310 | −9    | 19:25  |
| 11. | Galata SK (N)       | 22  | 4  | 10 | 8  | 009:210 | −12   | 18:26  |
| 12. | Uşakspor            | 22  | 5  | 5  | 12 | 017:310 | −14   | 15:29  |

Platzierungskriterien: 1. Punkte – 2. Tordifferenz – 3. geschossene Tore – 4. Direkter Vergleich (Punkte, Tordifferenz, geschossene Tore)
| (A) | Absteiger aus der 2. Lig 1977/78       |
| (N) | Neuling aus der regionalen Amateurliga |

## Gruppe Weiß (Beyaz Grup)

### Abschlusstabelle
| Pl. | Verein             | Sp. | S  | U  | N  | Tore    | Diff. | Punkte |
| --- | ------------------ | --- | -- | -- | -- | ------- | ----- | ------ |
| 1.  | Erzurumspor        | 20  | 11 | 5  | 4  | 023:150 | +8    | 27:13  |
| 2.  | Giresunspor (A)    | 20  | 8  | 10 | 2  | 020:900 | +11   | 26:14  |
| 3.  | Tarsus İdman Yurdu | 20  | 12 | 1  | 7  | 029:130 | +16   | 25:15  |
| 4.  | Hatayspor          | 20  | 9  | 2  | 9  | 023:170 | +6    | 20:20  |
| 5.  | Erzincanspor       | 20  | 7  | 6  | 7  | 018:160 | +2    | 20:20  |
| 6.  | Tokatspor          | 20  | 8  | 4  | 8  | 021:210 | ±0    | 20:20  |
| 7.  | Malatyaspor        | 20  | 7  | 6  | 7  | 014:240 | −10   | 20:20  |
| 8.  | Çorumspor          | 20  | 6  | 7  | 7  | 013:170 | −4    | 19:21  |
| 9.  | Petrol Ofisi SK    | 20  | 6  | 5  | 9  | 019:210 | −2    | 17:23  |
| 10. | Konya Ereğlispor   | 20  | 5  | 5  | 10 | 014:250 | −11   | 15:25  |
| 11. | Iskenderunspor (A) | 20  | 3  | 5  | 12 | 015:310 | −16   | 11:29  |

Platzierungskriterien: 1. Punkte – 2. Tordifferenz – 3. geschossene Tore – 4. Direkter Vergleich (Punkte, Tordifferenz, geschossene Tore)
| (A) | Absteiger aus der 2. Lig 1977/78 |